# Pavel Slezák
Pavel Slezák (Brno, 25 agosto 1984) è un cestista ceco.
Alto 187 cm, gioca come guardia.

## Carriera
Nel 2009 è stato convocato per le qualificazioni al Campionato europeo maschile di pallacanestro 2009 con la maglia della nazionale della Repubblica Ceca, disputando due gare.
Nel 2010-11 partecipa ai Campionati europei maschili di pallacanestro Division B.

## Statistiche

### Cronologia presenze e punti in Nazionale
| Cronologia completa delle presenze e dei punti in Nazionale - Rep. Ceca | Cronologia completa delle presenze e dei punti in Nazionale - Rep. Ceca | Cronologia completa delle presenze e dei punti in Nazionale - Rep. Ceca | Cronologia completa delle presenze e dei punti in Nazionale - Rep. Ceca | Cronologia completa delle presenze e dei punti in Nazionale - Rep. Ceca | Cronologia completa delle presenze e dei punti in Nazionale - Rep. Ceca | Cronologia completa delle presenze e dei punti in Nazionale - Rep. Ceca | Cronologia completa delle presenze e dei punti in Nazionale - Rep. Ceca |
| Data                                                                    | Città                                                                   | In casa                                                                 | Risultato                                                               | Ospiti                                                                  | Competizione                                                            | Punti                                                                   | Note                                                                    |
| ----------------------------------------------------------------------- | ----------------------------------------------------------------------- | ----------------------------------------------------------------------- | ----------------------------------------------------------------------- | ----------------------------------------------------------------------- | ----------------------------------------------------------------------- | ----------------------------------------------------------------------- | ----------------------------------------------------------------------- |
| 5-8-2009                                                                | Tallinn                                                                 | Estonia                                                                 | 69 - 65                                                                 | Rep. Ceca                                                               | Qual. Euro 2009                                                         | 9                                                                       | [ 1 ]                                                                   |
| 8-8-2009                                                                | Praga                                                                   | Rep. Ceca                                                               | 71 - 65                                                                 | Ungheria                                                                | Qual. Euro 2009                                                         | 12                                                                      | [ 2 ]                                                                   |
| 14-8-2010                                                               | Prievidza                                                               | Slovacchia                                                              | 60 - 95                                                                 | Rep. Ceca                                                               | EuroBasket 2011                                                         | 12                                                                      | [ 3 ]                                                                   |
| 17-8-2010                                                               | Děčín                                                                   | Rep. Ceca                                                               | 93 - 50                                                                 | Cipro                                                                   | EuroBasket 2011                                                         | 17                                                                      | [ 4 ]                                                                   |
| 21-8-2010                                                               | Friburgo                                                                | Svizzera                                                                | 92 - 99 dts                                                             | Rep. Ceca                                                               | EuroBasket 2011                                                         | 20                                                                      | [ 5 ]                                                                   |
| 17-8-2011                                                               | Děčín                                                                   | Rep. Ceca                                                               | 76 - 69                                                                 | Slovacchia                                                              | EuroBasket 2011                                                         | 5                                                                       | [ 6 ]                                                                   |
| 21-8-2011                                                               | Nicosia                                                                 | Cipro                                                                   | 49 - 74                                                                 | Rep. Ceca                                                               | EuroBasket 2011                                                         | 11                                                                      | [ 7 ]                                                                   |
| 24-8-2011                                                               | Děčín                                                                   | Rep. Ceca                                                               | 64 - 65                                                                 | Svizzera                                                                | EuroBasket 2011                                                         | 2                                                                       | [ 8 ]                                                                   |
| Totale                                                                  |                                                                         | Presenze                                                                | 8                                                                       |                                                                         | Punti                                                                   | 88                                                                      |                                                                         |

## Palmarès
- Campionato ceco: 4

ČEZ Nymburk: 2007-08, 2008-09, 2009-10, 2010-11
- Coppa della Repubblica Ceca: 5

ČEZ Nymburk: 2008, 2009, 2010, 2011; Prostějov: 2015